# Punta de les Catalanes
La Punta de les Catalanes és una muntanya de 1156 metres que es troba al municipi de Prades, a la comarca catalana del Baix Camp.